# Масленников Геннадій Володимирович
Геннадій Володимирович Масленников (14 липня 1929, місто Москва, тепер Російська Федерація — 27 лютого 2001, місто Москва) — радянський діяч, будівельник, новатор виробництва, бригадир комплексної бригади, начальник монтажного управління № 5 домобудівного комбінату № 1 Головмосбуду. Член Центральної Ревізійної Комісії КПРС у 1966—1971 роках. Депутат Верховної Ради СРСР 7-го скликання. Герой Соціалістичної Праці (21.06.1963).

## Життєпис
Ріс без батька. У роки німецько-радянської війни з жовтня 1941 року перебував у евакуації в Киргизькій РСР. З 1941 по 1946 рік працював вантажником, конюхом в колгоспі, молодшим радіомонтером районної контори зв'язку в Киргизькій РСР. У 1946 році повернувся до Москви.
У 1946—1948 роках — револьверник, формувальник, токар Московського гальмівного заводу. Паралельно з роботою навчався в школі робітничої молоді.
У лютому 1948 року за комсомольською путівкою направлений в бригаду мулярів на будівництво будинку по вулиці Горького в Москві, де працював до 1949 року.
У 1949—1952 роках — у Радянській армії: служив в танкових військах Білоруського військового округу.
У 1952—1954 роках — бригадир мулярів тресту Мосбуд № 3.
У 1954—1956 роках — в апараті ЦК профспілки працівників комунально-житлового будівництва.
Член КПРС з 1955 року.
У 1956—1961 роках — муляр, бригадир комплексної бригади мулярів тресту Мосбуд № 3. У 1959 році ця бригада перша в СРСР була удостоєна звання бригади комуністичної праці.
У 1961—1964 роках — бригадир комплексної бригади монтажників, у 1964—1965 роках — начальник дільниці монтажного управління, з червня 1965 по 1968 рік — начальник монтажного управління № 5 домобудівного комбінату № 1 Головмосбуду.
Указом Президії Верховної СРСР від 21 червня 1963 роки за видатні виробничі досягнення в житловому, культурно-побутовому будівництві, виробництві будівельних матеріалів і виробів та впровадження нових прогресивних методів праці Масленникову Геннадію Володимировичу присвоєно звання Героя Соціалістичної Праці з врученням ордена Леніна і золотої медалі «Серп і молот».
У 1966 році закінчив індустріальний технікум Московського міськвиконкому.
У 1968—1969 роках — керуючий тресту Мосбуд № 1.
У 1969—1973 роках — заступник начальника управління житлового будівництва № 3 Головмосбуду.
У 1971 році закінчив Всесоюзний заочний інженерно-будівельний інститут.
У 1973—1976 роках — начальник монтажного управління № 4 домобудівного комбінату № 1 Головмосбуду.
З 1976 року працював в Афганістан головним спеціалістом Кабульського домобудівного комбінату. Після повернення з Афганістану працював в Управлінні справами ЦК КПРС, брав участь в будівництві Жовтневого готелю в Москві.
У 1981—1986 роках — заступник директора з будівництва видавництва ЦК ВЛКСМ «Молода Гвардія». Був віце-президентом Радянсько-Кубинського товариства дружби.
У 1986-1988 роках — начальник Управління житлово-комунального господарства Головмосбуду.
У 1988—1990 роках — головний інженер Посольства СРСР в Сирії.
У 1990—1992 роках працював в системі «Міст» помічником генерального директора, радником з будівництва Спільного підприємства «Міст—Девелопмент». У 1992—1993 роках — заступник генерального директора Міжнародного видавництва «Галактика», генеральний директор АТ «Гал-Розвиток» у Москві.
З 1993 по 1996 рік був засновником і генеральним директором акціонерного товариства «Оновлення» в Москві. У 1994 році став ініціатором створення Фонду ветеранів-будівельників Москви та був його директором. З 1996 року — почесний президент ЗАТ «Оновлення» в Москві.
Помер 27 лютого 2001 року в Москві. Похований на Троєкуровському цвинтарі Москви.

## Нагороди і звання
- Герой Соціалістичної Праці (21.06.1963)
- орден Леніна (21.06.1963)
- медаль «За трудову доблесть»
- медалі
- премія Ради Міністрів СРСР (1972)
- два знаки ЦК ВЛКСМ «Трудова доблесть» (1980, 1988)
- Заслужений будівельник Російської РФСР (1963)
- Почесний будівельник міста Москви (1998)